# Jean-Marc Terrasse
Pour les articles homonymes, voir Terrasse.
Jean-Marc Terrasse, né le 23 juin 1948 à Paris 14e, est journaliste, enseignant, écrivain, scénariste, et responsable d’établissements culturels français.

## Parcours professionnel
Après des études de mathématiques et d’ethnologie à Paris VII, il enseigne brièvement les mathématiques en collège puis s’oriente vers le journalisme.
De retour d’un séjour aux États-Unis, il entre au groupe de presse Filipacchi sur recommandation de Jacques Lanzmann dont il a été le collaborateur pendant ses études entre 1972 et 1974. Il travaille principalement pour Playboy mais aussi pour le magazine Lui. Il est engagé aux Nouvelles Littéraires par Philippe Tesson quand celui-ci rachète et relance l’hebdomadaire en 1975, au sein du groupe Le Quotidien de Paris. Il le quitte à l’arrivée de Jean-François Kahn après avoir suivi le Tour de France 1977. Freelance, il rédige des articles et des chroniques pour de nombreux journaux, magazines ou revues, essentiellement dans le domaine culturel : Libération (critique de théâtre), Vingt Ans (critique littéraire), le Magazine littéraire, Actuel, Géo, VSD, Album, Palace (reportages de société, culture, spectacles, corrida), A Suivre et Corto (Bande dessinée).  Il participe à la naissance du "Monde de la Musique" avec Louis Dandrel, puis à celle de "Paris-Hebdo", prometteur mais éphémère hebdomadaire créé par Jean-Louis Servan-Schreiber qui regroupe autour de Jean-François Fogel et Jean-Louis Hue, des jeunes journalistes qu’on retrouvera ensuite dans toute la presse parisienne.
Parallèlement, il travaille pour Publicis-Conseil, rédigeant analyses et études, notamment sur les questions d’urbanisme. En 1981 pour la préparation du Musée de la Villette, il accompagne l’équipe créée par Jacques Lichnerowicz (scénographe des expositions fameuses Paris-Berlin et Paris-Moscou au Centre Pompidou) pour élaborer les contenus du futur Musée scientifique,.
Dès 1980, il devient producteur-animateur de Radio aux "Nuits Magnétiques" sur France-Culture. En juillet 1981, il est de l’équipe des "Nuits" dirigée par Alain Veinstein qui crée la première radio décentralisée au Festival d’Avignon.  Puis, à "l’Oreille en coin" sur France Inter, il anime les samedis après-midi avec Agnès Grib. En 1983, Jean Garretto devenu directeur des programmes de France Inter lui confie successivement plusieurs émissions. Après "La clé sous le paillasson" où il est incompatible avec William Leymergie, il crée "Faipaci-faipaça" tous les après-midi, puis "Personne n’est parfait" tous les matins avec Agnès Grib,. Cette émission d’interviews entièrement écrits, brefs et polémiques inaugure un style d’entretiens largement reproduits par la suite. Fin 1983, il produit et présente "Comme des mouches", tous les soirs entre 20h et 21h, d’abord avec Agnès Grib, puis seul, quand celle-ci rejoint Patrick Poivre d’Arvor sur Canal+ en novembre 1984. En 1985 et 1986, il est rédacteur en chef de Globe.
En 1987 et 1988, il réalise et coréalise deux séries pour la Sept (future Arte) produites par Jérôme Walrafen, "Club sans nom" (sur les marginalités culturelles) et "Mégamix" (sur les musiques actuelles) avec Martin Meissonnier.
En 1989, il écrit en français ancien le Son et Lumière du château de Chambord, réalisé par Jean Achache.
En 1991, après une tournée en Allemagne pour présenter son livre "Génération Beur etc." (Éditions Plon) il devient directeur de l’Institut français d’Innsbruck (1991-1997), enseignant parallèlement la littérature française à l’Institut de Philologie Romane de l’Université de cette ville. De septembre 1997 à septembre 2001 il dirige l’Institut français d’Écosse et enseigne à l’université d'Édimbourg. Il oriente le programme de l’Institut vers l’art contemporain et organise de nombreuses expositions à Glasgow ou Édimbourg y présentant une nouvelle génération d’artistes : Pierre Huyghe, Xavier Veilhan, Claude Closky, Philippe Parreno, Dominique Gonzalez-Foerster, Agnès Thurnauer, Georges Tony Stoll, Thomas Hirschhorn, Helen MacAllister, Marcel Dinahet et quelques autres.
Le 11 septembre 2001, de retour en France, il entre à la Bibliothèque nationale (BnF) où il dirige les manifestations culturelles. Il est membre de la Revue de la BnF de 2001 et 2005 et membre de la Commission "Vie littéraire" du Centre national du livre entre 2001 et 2006.
Il écrit aussi la biographie de sa tante Marie-Louise Terrasse, alias Catherine Langeais, première speakerine de la télévision et première fiancée de François Mitterrand, sous le titre La fiancée des Français (Éditions Fayard et Livre de poche), publiée en 2005.
En septembre 2005 il prend la Direction de l’Auditorium du Louvre et des manifestations culturelles du Musée,. Il exerce cette fonction, à la demande et sous la Direction du Président-Directeur Henri Loyrette. Il y est, entre autres, responsable du cycle "Les grands invités" qui confie les clés du Musée chaque année à une personnalité. La liste compte Robert Badinter, Toni Morrison, Anselm Kiefer, Pierre Boulez, Umberto Eco, Patrice Chéreau, Jean-Marie G. Le Clézio et Robert Wilson,,,. Il travaille sur le projet du musée Louvre-Lens, notamment pour la conception de son Auditorium et sur le projet du Louvre Abu Dhabi. En 2009, il rejoint l’Association Transcultura cofondée par Umberto Eco et à la demande de celui-ci, avec l’architecte Rem Koolhaas et de nombreux intellectuels du monde entier. Il participe à des colloques à Pékin, Bruxelles, Rome, Tokyo et Paris. En même temps il enseigne à l’Université de Bâle en Suisse (Art et littérature) et à l’Université Paris-Diderot (Master II : intelligence and innovation). Il est aussi Président de la Siam (Société Internationale des Amis de Montaigne) de 2005 à 2011. Il est également membre du comité de rédaction de "Grande Galerie" de 2010 à 2014.
En juin 2014, un an après le départ d’Henri Loyrette, il quitte le Louvre présidé désormais par Jean-Luc Martinez et s’installe dans le Béarn. Il devient maire-adjoint de la ville d'Orthez entre 2014 et 2017, chargé de la culture.
Il est le Président du Conseil d'Administration du Théâtre de l'Aquarium entre 2010 et 2020. Il a été vice-président des Rencontres d'Orion de 2015 à 2021, puis président depuis 2021.
Il enseigne l'histoire de l'art à l'UTLA (Université du Temps Libre de Pau et des pays de l'Adour) depuis 2018.

## Œuvres

### Essais
- 1977 : Gregor, signé Gregor Vartanian (Éditions La Table Ronde)
- 1977 : Bouldouce, dessins de Jacques Rozier et Monique Gaudriault (Éditions Harlin Quist)
- 1978 : Cabaret Russe avec Kostia Kazansky (Éditions Olivier Orban)
- 1981 : Villes d’eaux, en collaboration avec Erik Orsenna (Éditions Ramsay)
- 1985 : Vienne, Trieste, Venise, avec des dessins de Régis Franc (Éditions Autrement)
- 1989 : Génération Beur etc. (Éditions Plon)
- 2005 : La fiancée des Français (Éditions Fayard, mai 2003, Livre de Poche)
- 2005 : Rilke, l’homme sans lieu (Éditions Aden)

### Ouvrages collectifs
- 1986 : Branchez-vous, Tome I et II (Éditions Langenscheidt)
- 1987 : Hôtel des Quatre vents, Tome I (Éditions Klett Verlag)
- 1988 : La mère, sous la direction de Jean-Marc Terrasse et Nicole Czechowski (Éditions Autrement)
- 1989 : Hôtel des Quatre vents, Tome II (Éditions Klett Verlag)
- 1989 : "Baiser volé", dans Scènes d’amour au cinéma (Éditions Autrement)
- 1989 : Munich, sous la direction de Patrick Démerin (Éditions Autrement)
- 1991 : Hôtel des Quatre vents, Tome III (Éditions Klett Verlag)
- 1995 : "Gaullisme et chanson française" et "Le populisme dans La chanson française"  dans La Chanson française contemporaine (Edité par Ursula Mathis, Université d’Innsbruck)
- 1996 : "Auf der Suche nach der verlorene Wahrheit" dans Ansichtsachen, 61 Gründe Innsbruck zu verlassen oder dazu bleiben (Éditions Mayr Verlag)
- 1997 : Das Institut français ist 50 Jahre alt, direction de l’ouvrage (Éditions Land Tirol)
- 2003 : "How to be a monster" dans Amélie Nothomb : Authorship, Identity and Narrative Practice  (Édité par Susan Bainbrigge et Jeanette den Toonder, Éditions Peter Lang)
- 2004 : Edith Piaf, lettres d’Amérique dans la Revue de la BnF (Éditions BnF)
- 2005 : Terre humaine, 50 ans d’une collection – hommages, direction de l’ouvrage avec Mauricette Berne (Éditions BnF)
- 2005 : "Marie, waves and wharf" with Marie Darrieussecq dans La création en acte, devenir de la Critique génétique sous la direction de Paul Gifford et Marion Schmid (Éditions Rodopi)
- 2006 : "De la musique avant toute chose" dans Invitée du Louvre : Etranger chez soi de Toni Morrison (Éditions Bourgois)
- 2006 : "Edinburgh or Glasgow ?" dans 60 Years I.F.Écosse (Éditions Institut français d’Écosse)
- 2007 : "L’Auditorium du Louvre" dans Dictionnaire Amoureux du Louvre de Pierre Rosenberg (Éditions Plon)
- 2010 : Le petit pan de mur jaune, direction de l’ouvrage (Éditions Flammarion)
- 2010 : Le roman policier scandinave, direction de l’ouvrage, dans la Revue de la Bnf N°23 (Éditions BnF)
- 2011 : "Rumeurs du monde, échos du musée" dans Les Musées sont des mondes, Jean-Marie G. Le Clézio (Éditions Gallimard)
- 2012 : "La Tentation poétique : pousser les murs du Musée" dans les Cahiers J.M.G. Le Clézio, N° 5 (Éditions L'Association des lecteurs de J.M.G. Le Clézio)
- 2016 : "Auditorium" dans Histoire du Louvre, Tome III (Éditions Fayard)

### Scénarios et théâtre
- 1974 : La fourmi bleue (prix de la première œuvre de l’ORTF en 1974, jury présidé par le poète Pierre Emmanuel)
- 1974 : Le beau Samedi, adaptation de Dylan Thomas, réalisation Renaud Walter
- 1984 : Le Roi de la Chine, adaptation de son roman Gregor, réalisation Fabrice Cazeneuve (Léopard d’Argent au Festival de Locarno)
- 1985 : La fuite en Egypte (dessins de Régis Franc) dans Corto N° 1
- 1988 : La voile blanche (Bande dessinée, illustrations de Jean Lagarrigue) dans Corto n°26
- 1989 : Médaille d’or, série télévisée, coproduction Antenne 2 et Radio Canada, en collaboration avec Jean-Paul Le Bourhis
- 1990 : Son et lumière du château de Chambord, réalisation Jean Achache
- 1995 : Association de Malfaiteurs, deux épisodes, avec Maryse Wolinski et Rémi Waterhouse, série sous la direction de Jean-Claude Carrière, réalisation Jean-Daniel Verhaegue
- 1995 : La vie en général, théâtre créé par la troupe du Guêpier à Vienne
- 1996 : Chacun sa croix, théâtre créé par la troupe du Guêpier à Innsbruck

### Catalogue
- 1992 : Christian Courrège (Éditions Afaa)
- 1996 : Agnès Thurnauer (Éditions Afaa)
- 2007 : Closer, sur Jérôme Lagarrigue, avec Mathias Enard (Éditions Dilecta)
- 2007 : "Frontières en nous" dans Anselm Kiefer (Éditions du Regard)
- 2011 : "Frontiers, within us, outside us, us" dans Anselm Kiefer, Salt of the earth de Germano Celant (Éditions Skira)

## Décorations
- 2010 : Chevalier des Arts et des Lettres[21]